# Inès Jaurena
Inès Jaurena (Parigi, 14 maggio 1991) è una calciatrice francese, centrocampista del Fleury.

## Carriera

### Club e calcio universitario
Jaurena si avvicina al calcio giovanissima, iniziando l'attività nel 1999, all'età di 8 anni, con il Paris-Charenton, società con la quale gioca nelle sue formazioni giovanili miste fino al 2005.
Raggiunto il limite massimo d'età per giocare con i ragazzi, nell'estate 2005 si trasferisce alla sua prima squadra interamente femminile, il VGA Saint-Maur, club dove dopo una sola stagione nelle giovanili viene aggregata alla prima squadra scendendo in campo da titolare dal campionato 2006-2007 della Division 2 Féminine, secondo livello del campionato nazionale di categoria. Rimane legata alla società con sede a Saint-Maur-des-Fossés per altre due stagioni, cogliendo la migliore prestazione, il 4º posto nel gruppo B, al suo campionato d'esordio e condividendo in seguito il declino della competitività della sua squadra che al termine della stagione 2008-2009 non riesce ad evitare la retrocessione nei campionati regionali.
Jaurena decide quindi di trasferirsi negli Stati Uniti d'America per frequentare l'Università statale della Florida, affiancando al suo percorso scolastico quello nella sua divisione atletica vestendo la maglia della squadra di calcio femminile universitario dell'istituto, le FSU Seminoles, squadra che disputa il NCAA Women's Division I Soccer Championship nell'Atlantic Division della Atlantic Coast Conference, collezionando, dall'estate 2009 al 2012, 12 reti su 96 presenze nei campionati e ottenendo una serie di riconoscimenti tra i quali l'inserimento nell'All-ACC First Team per gli anni 2011 e 2012, nell'NSCAA All-American First Team (2012) e una nomination per l'edizione 2012-2013 dell'Honda Sports Award.
Conclusi gli obblighi universitari decide di tornare in patria firmando, durante la sessione invernale di calciomercato, un contratto con l'Issy per disputare la seconda parte della stagione 2012-2013. Alla guida tecnica di Nicolas Gonfalone, fa il suo debutto in Division 1 Féminine il 20 gennaio 2013, alla 14ª giornata di campionato, scendendo in campo da titolare nella sconfitta esterna per 2-0 con il Saint-Étienne, tuttavia il suo apporto non riesce a sollevare la squadra dalle parti basse della classifica venendo, di conseguenza, retrocessa in D2 al termine della stagione.
L'estate seguente Jaurena decide di trasferirsi all'FCF Juvisy per la stagione entrante, rimanendo quindi in D1, dove ritrova la belga Janice Cayman sua compagna di squadra per un anno negli Stati Uniti. Qui si è rapidamente affermata come giocatrice regolare prima che un grave infortunio alla gamba interrompesse il suo sviluppo alla fine del 2014, condividendo con le compagne dei campionati sempre di alto livello, chiusi al 3º posto nelle prime due stagioni con una lieve flessione in quelli successivi, rispettivamente 4º e 5º posto. Nel periodo in cui indossa la maglia bianconera colleziona 70 presenze e sigla 2 reti in D1, alle quali si aggiungono le 7 in Coppa di Francia, torneo nel quale il miglior livello raggiunto sono le semifinali nell'edizione 2013-2014.
Dopo che Juvisy è diventata la divisione femminile del Paris FC grazie a una fusione, Jaurena è tra le calciatrici in rosa che si trasferiscono alla nuova realtà del calcio femminile parigino venendo confermata per la stagione 2017-2018 sotto la guida tecnica di Pascal Gouzènes. Qui rimarrà per due stagioni, trovando piena fiducia in Gouzènes e, dalla stagione successiva in Sandrine Soubeyrand, marcando rispettivamente 21 presenze con 3 reti siglate, la prima al  	Fleury nella vittoria per 5-1 alla 1ª giornata, nel campionato 2017-2018 e 15, con un gol, nel successivo.

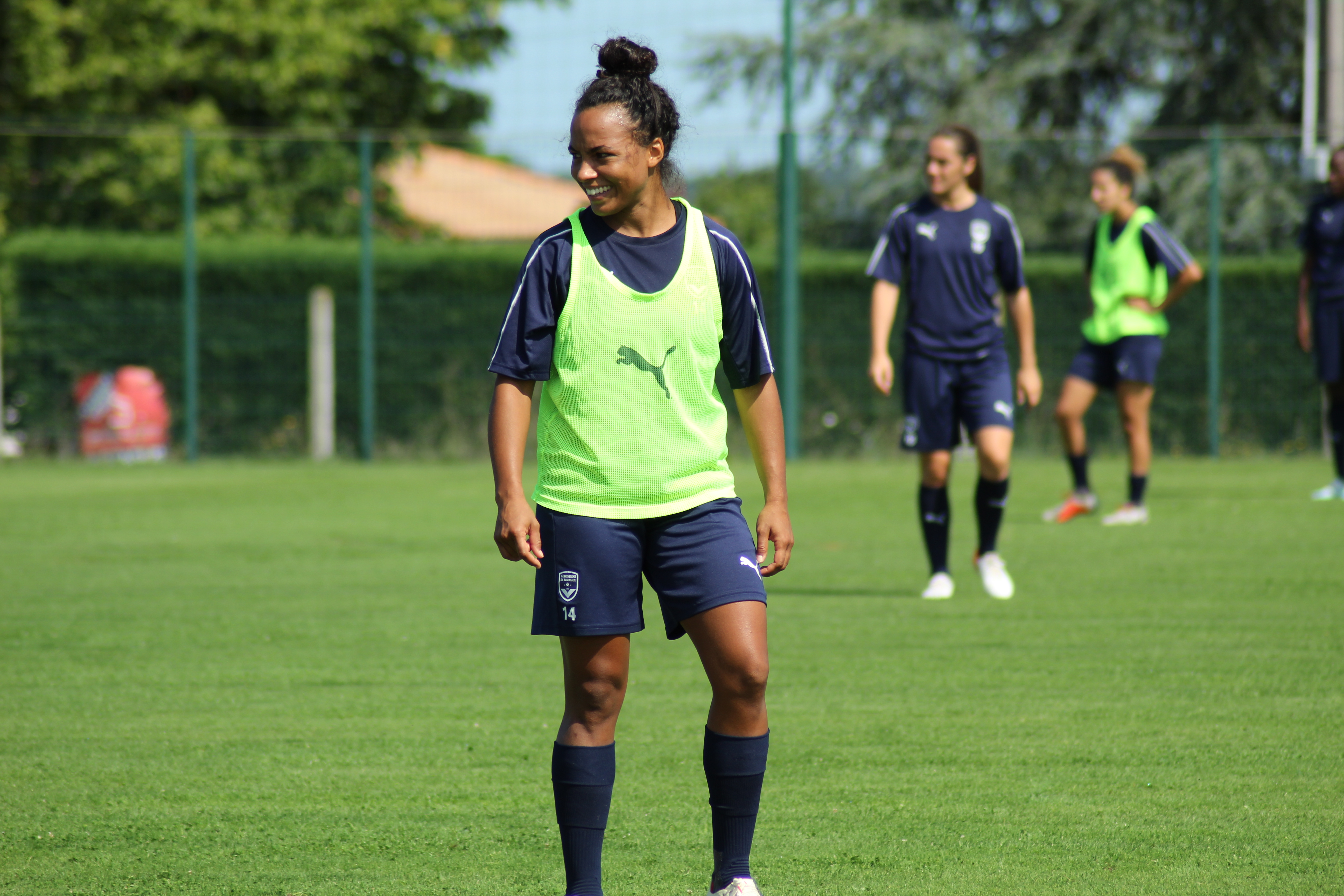
Jaurena in allenamento con la tenuta del, agosto 2019.

Durante la successiva sessione estiva di calciomercato Jaurena, assieme alle compagne di squadra Estelle Cascarino e Charlotte Bilbault, decide di trasferirsi al Bordeaux, firmando un contratto che la lega al club della città capoluogo del dipartimento della Gironda. Sotto la guida tecnica dello spagnolo Pedro Martínez Losa fa il suo debutto con i nuovi colori il 24 agosto 2019, scendendo in campo da titolare nell'incontro della 1ª giornata di campionato, la vittoria casalinga per 4-1 sul Fleury. Martínez Losa la impiega con regolarità in tutta la stagione, nella quale matura 15 presenze in D1 prima che il campionato venisse sospeso, con la squadra al 3º posto in classifica, come parte dei provvedimenti per arginare il diffondersi della pandemia di COVID-19 in Francia Nella stessa stagione matura anche 4 presenze in Coppa di Francia, dove la sua squadra viene fermata dal Paris Saint-Germain in semifinale. Nella stagione successiva il tecnico spagnolo continua a concederle fiducia schierandola da titolare nel reparto offensivo in 19 dei 22 incontri di campionato, aiutando la sua squadra a concludere nuovamente al 3º posto in classifica, risultato che le garantisce l'accesso alla UEFA Women's Champions League. Nelle 20 presenze maturate in D1 sigla anche i suoi primi due gol con la maglia del Bordeaux, allo Stade Reims nella vittoria casalinga per 7-1 della 13ª giornata e quella che apre le marcature nella vittoria esterna per 2-1 sul Fleury, che con quello segnato al Le Havre, vittoria per 5-0, nella sua unica presenza in Coppa di Francia, portano a tre lo score per quella stagione. Nell'aprile 2021 Jaurena firma anche un'estensione del contratto fino al 2023, tuttavia rimarrà solo per la stagione 2021-2022. L'arrivo sulla panchina del nuovo tecnico Patrice Lair non muta la fiducia nella calciatrice, che scende in campo in 21 incontri di campionato, siglando una rete all'Olympique Lione, quella che apre le marcature nella sconfitta interna per 4-1 della 5ª giornata, e viene impiegata anche in Champions League, debuttando nella competizione UEFA il 18 agosto 2021, nel primo turno di qualificazione dell'edizione 2021-2022, dove sigla anche il gol che sblocca il risultato con le ceche dello Slovácko, incontro poi terminato 2-1 per le francesi. Gioca poi le restanti 3 partite disputate della sua squadra fino all'eliminazione, nel secondo turno, da parte delle campionesse di Germania del Wolfsburg.
Nell'estate 2022 lascia il club per trasferirsi all'Olympique Lione, con il quale si accinge a disputare la stagione entrante.

### Nazionale
Jaurena inizia a essere convocata dalla Federcalcio francese (FFF) dal 2007, chiamata dal tecnico federale Gérard Sergent per indossare la maglia della formazione Under-17, con la quale debutta il 17 giugno sostituendo al 41' Marina Makanza nell'amichevole vinta 4-1 sulle pari età della Polonia, per poi essere inserita nella rosa della squadra impegnata alla Nordic Cup, torneo dove, nella vittoria per 3-2 con la Germania segna anche la sua prima rete con la maglia delle Bleues. Sergent la chiama anche per le qualificazioni all'Europeo 2009 di categoria, giocando da titolare cinque dei sei incontri delle due fasi di qualificazione, e, ottenuto l'accesso alla fase finale, la semifinale del 22 giugno, persa 4-1 con la Germania, che poi si aggiudicherà il torneo. Grazie poi al 2º posto ottenuto perdendo la finale con la Germania nell'Europeo 2008, la Francia ottiene l'accesso al Mondiale di Nuova Zelanda 2008, con Sergent che inserisce Jaurena nella rosa delle ragazze in partenza per lo stato oceanico. Qui la centrocampista scende in campo da titolare in tutti i tre incontri disputati dalla sua nazionale che, inserita nel gruppo C, dopo aver superato facilmente il Paraguay per 6-2 viene pesantemente sconfitta dal Giappone con il risultato di 7-1, e pur recuperando lo svantaggio nell'incontro poi terminato 1-1 con gli Stati Uniti deve cedere a questi il passaggio al turno successivo per una migliore differenza reti. In due anni, tra partite ufficiali e amichevoli, Jaurena totalizza con questa giovanile 17 presenze, 14 da titolare, siglando una rete.
L'anno successivo passa alla Under-19, con la quale, sotto la guida tecnica di Jean-Michel Degrange, disputa due tornei UEFA di categoria, maturando inizialmente 3 presenze nella fase élite di qualificazione all'Europeo di Bielorussia 2009 per poi essere riconfermata in rosa per la fase finale e giocare tutti i quattro incontri della competizione fino alle semifinali, partita dove la Svezia supera la Francia per 5-2 solo ai tempi supplementari. Rimasta in quota anche per le successive qualificazioni all'Europeo di Macedonia 2010, disputa nuovamente solo la fase élite e poi, ottenuto l'accesso alla fase finale, tutte le cinque partite che, dopo aver chiuso la fase a gironi al secondo posto, vede la Francia superare prima la Germania, ai calci di rigore, e poi l'Inghilterra in finale con il risultato di 2-1, conquistando il secondo titolo continentale di categoria. Complessivamente Jaurena con la maglia dell'U-19, tutte in trofei ufficiali UEFA e tutte da titolare, totalizza 15 presenze.
Il risultato ottenuto in Macedonia consente alla Francia di accedere al Mondiale di Germania 2010 con una formazione Under-20, affidata sempre a Degrange che, dopo averla testate in un'amichevole con le pari età della Svezia nel maggio di quell'anno, inserisce Jaurena nella lista delle 21 calciatrici che disputeranno il torneo FIFA. In quest'occasione la centrocampista scende in campo in due dei tre incontri della fase a gironi dove la Francia, inserita nel gruppo A, con una vittoria, sulla Costa Rica per 2-0, un pareggio per 1-1 con la Colombia, e una sconfitta, 4-1 con la Germania, non riesce a superare il turno eliminata dalle colombiane per una migliore differenza reti.
Per indossare nuovamente la maglia della nazionale, quella della Francia B, sostanzialmente un'Under-23, deve attendere il 2015, quando il selezionatore Jean-François Niemezcki la convoca per un'amichevole con la Polonia. Seguiranno poi le chiamate per le edizioni di Istria Cup nel 2016 e 2017, e nel 2018 per la Turkish Women's Cup, nella quale le ragazze francesi hanno la possibilità di scontrarsi anche con squadre titolari delle varie realtà nazionali a livello mondiale. Proprio la Francia B, alla sua prima partecipazione, conquista il trofeo battendo in finale per 2-1 il Messico, con Jaurena che scende in campo in tutti i quattro incontri giocati dalla sua nazionale. Rimasta in quota anche per la Turkish Women's Cup 2019, Jaurena marca altre 4 presenze nel torneo che vede, per il secondo anno consecutivo, prevalere la selezione francese che supera la Romania con il pesante risultato di 7-0, edizione dove la centrocampista va anche a segno, entrambe su rigore, in due occasioni, l'ultima nella vittoriosa finale del 5 marzo.
Nel frattempo arriva anche la prima convocazione in nazionale maggiore, chiamata dalla selezionatrice Corinne Diacre per le amichevoli con Inghilterra e Ghana dell'ottobre 2017. La ct decide di impiegarla da titolare nell'incontro del 20 ottobre, vinto 1-0 con l'Inghilterra, rilevata poi al 69' da Léa Le Garrec. Da allora Diacre la convoca solo saltuariamente, con Jaurena che marca altre tre presenze solamente in amichevole.

## Statistiche

### Presenze e reti nei club
Statistiche (parziali) aggiornate al 27 aprile 2025.
| Stagione          | Squadra           | Campionato        | Campionato | Campionato | Coppe nazionali | Coppe nazionali | Coppe nazionali | Coppe continentali | Coppe continentali | Coppe continentali | Altre coppe | Altre coppe | Altre coppe | Totale | Totale |
| Stagione          | Squadra           | Comp              | Pres       | Reti       | Comp            | Pres            | Reti            | Comp               | Pres               | Reti               | Comp        | Pres        | Reti        | Pres   | Reti   |
| ----------------- | ----------------- | ----------------- | ---------- | ---------- | --------------- | --------------- | --------------- | ------------------ | ------------------ | ------------------ | ----------- | ----------- | ----------- | ------ | ------ |
| gen.-giu. 2013    | Issy              | D1                | 9          | 1          | CF              | 1               | 0               | -                  | -                  | -                  | -           | -           | -           | 10     | 1      |
| 2013-2014         | FCF Juvisy        | D1                | 19         | 1          | CF              | 2               | 0               | -                  | -                  | -                  | -           | -           | -           | 21     | 1      |
| 2014-2015         | FCF Juvisy        | D1                | 13         | 0          | CF              | -               | -               | -                  | -                  | -                  | -           | -           | -           | 13     | 0      |
| 2015-2016         | FCF Juvisy        | D1                | 20         | 0          | CF              | 3               | 0               | -                  | -                  | -                  | -           | -           | -           | 23     | 0      |
| 2016-2017         | FCF Juvisy        | D1                | 18         | 1          | CF              | 2               | 0               | -                  | -                  | -                  | -           | -           | -           | 20     | 1      |
| Totale FCF Juvisy | Totale FCF Juvisy | Totale FCF Juvisy | 70         | 2          | -               | 7               | 0               | -                  | -                  | -                  | -           | -           | -           | 77     | 2      |
| 2017-2018         | Paris FC          | D1                | 21         | 3          | CF              | 2               | 0               | -                  | -                  | -                  | -           | -           | -           | 23     | 3      |
| 2018-2019         | Paris FC          | D1                | 15         | 1          | CF              | 3               | 0               | -                  | -                  | -                  | -           | -           | -           | 18     | 1      |
| Totale Paris FC   | Totale Paris FC   | Totale Paris FC   | 36         | 4          | -               | 5               | 0               | -                  | -                  | -                  | -           | -           | -           | 41     | 4      |
| 2019-2020         | Bordeaux          | D1                | 15         | 0          | CF              | 4               | 0               | -                  | -                  | -                  | -           | -           | -           | 19     | 0      |
| 2020-2021         | Bordeaux          | D1                | 20         | 2          | CF              | 1               | 1               | -                  | -                  | -                  | -           | -           | -           | 21     | 3      |
| 2021-2022         | Bordeaux          | D1                | 20         | 1          | CF              | -               | -               | UWCL               | 4                  | 1                  | -           | -           | -           | 24     | 2      |
| Totale Bordeaux   | Totale Bordeaux   | Totale Bordeaux   | 55         | 3          | -               | 5               | 1               | -                  | 4                  | 1                  | -           | -           | -           | 64     | 5      |
| 2022-feb. 2023    | Olympique Lione   | D1                | 4          | 0          | CF              | -               | -               | UWCL               | 1                  | 0                  | SF          | 0           | 0           | 5      | 0      |
| 2023              | Washington Spirit | NWSL              | 13         | 0          | -               | -               | -               | -                  | -                  | -                  | -           | -           | -           | 13     | 0      |
| gen.-giu. 2024    | Fleury            | D1                | 10         | 0          | CF              | 4               | 0               | -                  | -                  | -                  | -           | -           | -           | 2      | 0      |
| 2024-2025         | Fleury            | D1                | 18         | 0          | CF              | -               | -               | -                  | -                  | -                  | -           | -           | -           | 18     | 0      |
| Totale Fleury     | Totale Fleury     | Totale Fleury     | 28         | 0          | -               | 4               | 0               | -                  | -                  | -                  | -           | -           | -           | 32     | 0      |
| Totale carriera   | Totale carriera   | Totale carriera   | 217        | 10         | -               | 22              | 1               | -                  | 5                  | 1                  | -           | 1           | 0           | 245    | 12     |

## Palmarès

### Club

#### Competizioni nazionali
- Campionato francese: 1

Olympique Lione: 2022-2023
- Coppa di Francia: 1

Olympique Lione: 2022-2023
- Supercoppa francese: 1

Olympique Lione: 2022

#### Competizioni internazionali
- Women's International Champions Cup: 1

Olympique Lione: 2022

### Nazionale
- Campionato d'Europa under 19: 1

Macedonia 2010